# Tadian
Tadian is een gemeente in de Filipijnse provincie Mountain Province op het eiland Luzon. Bij de laatste census in 2007 had de gemeente ruim 17 duizend inwoners.

## Geografie

### Bestuurlijke indeling
Tadian is onderverdeeld in de volgende 19 barangays:
| - Balaoa - Banaao - Bantey - Batayan - Bunga - Cadad-anan - Cagubatan - Duagan - Dacudac - Kayan East | - Kayan West - Lenga - Lubon - Mabalite - Masla - Pandayan - Poblacion - Sumadel - Tue |

## Demografie
Tadian had bij de census van 2007 een inwoneraantal van 17.148 mensen. Dit zijn -1.079 mensen (-5,9%) meer dan bij de vorige census van 2000. De gemiddelde jaarlijkse groei komt daarmee uit op -0,84%, hetgeen lager is dan het landelijk jaarlijks gemiddelde over deze periode (2,04%). Vergeleken met de census van 1995 is het aantal mensen met 666 (4,0%) toegenomen.

De bevolkingsdichtheid van Tadian was ten tijde van de laatste census, met 17.148 inwoners op 145 km², 118,3 mensen per km².